# Ga Sanggye
Ga Sanggye là ga trên Tuyến 4 của mạng lưới Tàu điện ngầm Seoul. Cho đến khi Ga Danggogae mở cửa vào năm 1993, ga này là ga cuối phía Đông Bắc của tuyến 4.
Ga này nằm ở Sanggye-dong, Nowon-gu, Seoul, và có 4 lối thoát. Ga này cũng được nối với cửa hàng bách hóa Daeho.

## Bố cục ga
| Danggogae ↑ |
| \| N/B      |
| ↓ Nowon     |

| Hướng Bắc | ● Tuyến 4 | ← Hướng đi Jinjeop |
| Hướng Nam | ● Tuyến 4 | → Hướng đi Oido →  |